# Honduras nos Jogos Olímpicos de Verão de 2024
Honduras participou dos Jogos Olímpicos de Verão de 2024, realizados em Paris, na França. Foi a 13.ª aparição do país nos Jogos Olímpicos de Verão desde a estreia na Cidade do México 1968.
Foi representado por quatro atletas que competiram no atletismo, lutas e natação, mas nenhum conquistou medalhas.

## Competidores
Esta foi a participação por modalidade nesta edição:
| Esporte   | Masculino | Feminino | Total |
| --------- | --------- | -------- | ----- |
| Atletismo | 1         | 0        | 1     |
| Lutas     | 1         | 0        | 1     |
| Natação   | 1         | 1        | 2     |
| Total     | 3         | 1        | 4     |

## Desempenho

### Atletismo
Masculino
Eventos de pista
| Atleta         | Evento | Preliminar | Preliminar | Baterias    | Baterias    | Semifinal   | Semifinal   | Final       | Final       | Ref.  |
| Atleta         | Evento | Tempo      | Pos.       | Tempo       | Pos.        | Tempo       | Pos.        | Tempo       | Pos.        | Ref.  |
| -------------- | ------ | ---------- | ---------- | ----------- | ----------- | ----------- | ----------- | ----------- | ----------- | ----- |
| Melique García | 100 m  | 10.76      | 5          | Não avançou | Não avançou | Não avançou | Não avançou | Não avançou | Não avançou | [ 5 ] |

### Lutas

#### Greco-romana
Masculino
| Atleta      | Evento    | Oitavas               | Quartas              | Semifinais           | Repescagem           | Final / DB           | Final / DB  | Ref.  |
| Atleta      | Evento    | Adversário Resultado  | Adversário Resultado | Adversário Resultado | Adversário Resultado | Adversário Resultado | Pos.        | Ref.  |
| ----------- | --------- | --------------------- | -------------------- | -------------------- | -------------------- | -------------------- | ----------- | ----- |
| Kevin Mejía | Até 97 kg | UZB R Assakalov D 3–5 | Não avançou          | Não avançou          | Não avançou          | Não avançou          | Não avançou | [ 6 ] |

### Natação
Masculino
| Atleta        | Evento      | Eliminatórias | Eliminatórias | Semifinal   | Semifinal   | Final       | Final       | Ref.  |
| Atleta        | Evento      | Tempo         | Pos.          | Tempo       | Pos.        | Tempo       | Pos.        | Ref.  |
| ------------- | ----------- | ------------- | ------------- | ----------- | ----------- | ----------- | ----------- | ----- |
| Julio Horrego | 200 m peito | 2:18.91       | 24            | Não avançou | Não avançou | Não avançou | Não avançou | [ 7 ] |

Feminino
| Atleta        | Evento      | Eliminatórias | Eliminatórias | Semifinal   | Semifinal   | Final       | Final       | Ref.  |
| Atleta        | Evento      | Tempo         | Pos.          | Tempo       | Pos.        | Tempo       | Pos.        | Ref.  |
| ------------- | ----------- | ------------- | ------------- | ----------- | ----------- | ----------- | ----------- | ----- |
| Julimar Ávila | 200 m livre | 2:04.88       | 22            | Não avançou | Não avançou | Não avançou | Não avançou | [ 8 ] |